# 王子咲希
王子 咲希（おうじ さき、1995年9月2日 - ）は、日本の女性モデル。兵庫県神戸市出身。 2016年の東京ガールズコレクションでファイナリストとなり、資生堂賞を受賞してモデルデビューを果たす。エイベックス・マネジメント所属。

## 人物
2019年6月、プロサッカー選手の阿部浩之と結婚。2021年8月28日に第1子男児の出産を報告。

## 出演
- 東京ガールズコレクション
- 神戸コレクション
- 関西コレクション
- 日本女子博覧会
- マツコの知らない世界
- 花王エッセンシャルCM